# Drentsche patrijshond
De Drentsche patrijshond is een oud, Nederlands, staand jachthondenras dat mogelijk afstamt van de spioen en/of spanjoel, een gezelschaps- en jachthond die met de Spanjaarden in de 16e eeuw naar de Nederlanden is gekomen.
Het ras werd vaak afgebeeld op oude schilderijen. Elders zijn deze honden gekruist met andere rassen, maar de honden die in Drenthe terechtkwamen zijn eeuwenlang enkel onderling gekruist. De Drent (zoals hij ook wel genoemd wordt) is verwant aan een aantal andere rassen, waaronder de Epagneul français, de Friese stabij, de Duitse staande hond langhaar en de kleine münsterländer.
Het ras werd in 1943 erkend door de Raad van Beheer op Kynologisch Gebied in Nederland en in 1948 werd de rasvereniging "Vereniging De Drentsche Patrijshond" opgericht. Dat het ras als zodanig nog bestaat is eigenlijk te danken aan drie mensen die zich daar voor hebben ingespannen, namelijk M.C.S. Baronesse van Hardenbroek van Ammerstol, P.B.V. Quartero en G.J. van Heek jr.
De Drent is doorgaans een gezonde hond, maar er komt een aantal erfelijke ziekten voor zoals PRA (progressieve retina-atrofie), HD (heupdysplasie) en epilepsie. Deze problemen kunnen teruggedrongen worden door een actief testprogramma. Verantwoordelijke fokkers fokken enkel met geteste ouderdieren. Helaas is er nog geen test voor epilepsie mogelijk. Daar wordt wel aan gewerkt door de Universiteit van Gent.
De Drentsche patrijshond is een goede jacht- en huishond, die veel aandacht en consequentie behoeft om hem tot een stabiel gezinslid op te voeden. Voldoende lichaamsbeweging en duidelijk zijn is hierbij belangrijk. Het karakter is wat gevoelig en aanhankelijk.